# Пиени-Сиеппиярви
Пиени-Сиеппиярви (Пиени-Сиеппи-ярви, Пиэни-Сиэппи-ярви) — пресноводное озеро на территории Кестеньгского сельского поселения Лоухского района Республики Карелии.
Находится на территории национального парка «Паанаярви».

## Общие сведения
Площадь озера — 1,3 км². Располагается на высоте 257,3 метров над уровнем моря.
Форма озера лопастная, продолговатая: оно почти на четыре километра вытянуто с юго-запада на северо-восток. Берега изрезанные, преимущественно возвышенные, скалистые.
Из озера вытекает безымянный водоток, который, протекая ниже по течению через озеро Исо-Сиеппиярви, впадает в озеро Юлинен-Пядюсъярви, через которое протекает река Сулкийоки. Сулкийоки впадает в озеро Соваярви, из которого берёт начало река Совайоки. Последняя впадает в озеро Паанаярви, через которое протекает река Оланга, впадающая в Пяозеро.
Ближе к юго-западной оконечности озера расположен один небольшой остров без названия.
Населённые пункты и автодороги вблизи водоёма отсутствуют.
Код объекта в государственном водном реестре — 02020000411102000000759.